# Duitse militaire begraafplaats in Memmingen
De Duitse militaire begraafplaats in Memmingen is een militaire begraafplaats in Beieren, Duitsland. Op de begraafplaats liggen omgekomen Duitse en Russische militairen uit de Eerste en Tweede Wereldoorlog.

## Begraafplaats
De begraafplaats maakt deel uit van het Waldfriedhof en is opgebouwd uit kleine kruizen met de namen en geboorte- en sterfdatum erop. Op de begraafplaats liggen 276 slachtoffers uit de Eerste Wereldoorlog begraven. Onder de slachtoffers uit de Tweede Wereldoorlog, 470 in totaal, bevinden zich 102 Russen. De overige slachtoffers zijn allen Duits.